# Pendenza (diritto)
La pendenza, nel diritto, è la situazione nella quale un rapporto giuridico non produce gli effetti giuridici finali suoi propri in difetto del verificarsi di fatti o eventi estrinseci, dai quali comunque deriva la sua efficacia. Durante il periodo di pendenza sorge immediatamente una situazione giuridica soggettiva preliminare, cosiddetta di aspettativa, autonoma rispetto alla situazione giuridica soggettiva finale, che potenzialmente sorgerà al termine del periodo di pendenza.
Si ha pendenza finché vi è una situazione di incertezza e la condizione non si è ancora verificata ma può ancora verificarsi.
Se la condizione è sospensiva gli effetti del negozio non si producono, mentre se è risolutiva si producono fino all'estinzione del negozio con l'avverarsi della condizione risolutiva.